# Jan Van Esbroeck
Pour les articles homonymes, voir Esbroeck.
Jan Van Esbroeck, né le 30 septembre 1968 à Malines, est un homme politique belge flamand, membre de la N-VA.
Il est employé dans le secteur maritime.

## Carrière politique
- Conseiller communal à Kalmthout (2013-)
- Député fédéral depuis le 6 juillet 2010 au 24 mai 2014
- Député flamand depuis le 25 mai 2014
- Sénateur de communauté depuis le 25 juin 2014 en remplacement de Ben Weyts, ministre, empêché